# 330年
| 千纪： | 1千纪                                                                                           |
| 世纪： | 3世纪 \| 4世纪 \| 5世纪                                                                         |
| 年代： | 300年代 \| 310年代 \| 320年代 \| 330年代 \| 340年代 \| 350年代 \| 360年代                       |
| 年份： | 325年 \| 326年 \| 327年 \| 328年 \| 329年 \| 330年 \| 331年 \| 332年 \| 333年 \| 334年 \| 335年 |
| 纪年： | 庚寅年（虎年）；成汉玉衡二十年；东晋咸和五年；前凉建兴十八年；后赵太和三年，建平元年            |

## 大事记
- 東晉後將軍郭默假稱收到詔命討伐江州刺史劉胤，將劉胤的首級傳到建康，司徒王導怕郭默難以控制，於是大赦天下，懸掛劉胤首級並以郭默為西中郎將、江州刺史，但是太尉陶侃知道郭默擅殺劉胤後卻立即出兵討伐，王導於是下詔讓豫州刺史庾亮協助陶侃平滅郭默叛亂。
- 休屠王羌反石勒。
- 八月，後趙王石勒登基稱帝，改元建平，營建鄴城新宮作為新的都城。
- 十月，成大将军李寿攻晋巴东。
- 由於孔雀河水的改道，致使位於其下游的樓蘭水源枯竭，屯田生產無法進行，西域長史府被迫遷移。
- 5月11日——君士坦丁一世定都君士坦丁堡，東羅馬帝國建立。

## 逝世
- 1月29日——劉胤東晉官員，官至平南將軍、江州刺史。
- 郭默，西晉末年及東晉將領。